# Міндаугас Малінаускас
Міндаугас Малінаускас (лит. Mindaugas Malinauskas; 11 серпня 1983, Вільнюс, Литва) — литовський футболіст. Воротар.

## Титули і досягнення
- Чемпіон Литви (1):

Каунас: 2007
- Володар Суперкубка Угорщини (1):

Дебрецен: 2010